# Gare d’Objat
Gare d’Objat vasútállomás Franciaországban, Objat településen.

## Vasútvonalak
Az állomást az alábbi vasútvonalak érintik:
- Brive-Nexon-vasútvonal

## Kapcsolódó állomások
A vasútállomáshoz az alábbi állomások vannak a legközelebb:
- Gare de Vignols-Saint-Solve
- Gare de Saint-Aulaire